# بمبديون ثنائي الشكل
بمبديون ثنائي الشكل (الاسم العلمي: Bembidion difforme) هو نوع من الحشرات يتبع جنس البمبديون من فصيلة الخنافس الأرضية.